# Борисенко Павло Федорович
Павло Федорович Борисе́нко (28 січня 1905, Тростянець — 1 грудня 1993, Чернівці) — український художник; член Спілки радянських художників України з 1939 року.

## Біографія
Народився 15 [28] січня 1905 року в місті Тростянці (нині Сумська область, Україна). У 1924—1929 роках навчався у Харківському художньому інституті, був учнем Семена Прохорова та Михайла Шаронова. До 1941 року працював у Харкові, де зокрема протягом 1938—1941 років викладав у художній школі при Харківському художньому інституті.
Брав участь у німецько-радянській війні. Нагороджений орденами Вітчизняної війни І-го (23 грудня 1985) та ІІ-го (27 травня 1945) ступенів, Червоної Зірки (2 квітня 1944); медалями «За відвагу» (24 березня 1943), «За оборону Кавказу» (1 травня 1944), «За перемогу над Німеччиною у Великій Вітчизняній війні 1941—1945 рр.» (9 травня 1945).
У Чернівцях з 1947 року. Член КПРС з 1962 року. Мешкав в будинку на вулиці Комсомольській, 28, квартира № 1. Помер у Чернівцях 1 грудня 1993 року.

## Творчість
Працював у галузі станкового малярства та графіки, створював натюрморти, портрети і тематичні композиції. Серед робіт:
- «Жіночий портрет» (1920);
- серія «Старий Ташкент» (1929, картон);
- «Червоні вступають» (1936; Вінницький краєзнавчий музей);
- «Арешт Павла» (1939; за романом Максима Горького «Мати»);
- «Зустріч Тараса Шевченка з художником Іваном Сошенком у Літньому саду в Петербурзі» (1939; Національний музей Тараса Шевченка);
- «Портрет майстра літографії І. Іванова» (1939, автолітографія);
- «Передача досвіду» (1940);
- «Портрет Миколи Бурачека» (1941);
- «Штурм Перекопу» (1944; Центральний музей Збройних сил);
- «Танки в засаді» (1945, картон; Дніпровський художній музей);
- «Поблизу фронту» (1945, картон; Бердянський художній музей);
- «Портрет письменника Остапа Вишні» (1945);
- «Ольга Кобилянська читає „Кобзаря“ селянам с. Димки» (1948);
- «Висока нагорода» (1952);
- «Загибель ілюзій» (1952);
- «До університету» (1954);
- «Портрет дружини» (1954);
- «Тарас Шевченко» (1955—1956, кольорова автолітографія);
- «Осінь у передгір'ях Карпат» (1956, акварель);
- «Жіночий портрет» (1957, папір, вугілля);
- «До зустрічі визволителів» (1960);
- «Портрет Героя Соціалістичної Праці О. М. Мозерської» (1961);
- «Володимир Ленін серед дітей» (1962)
- «Автопортрет» (1963);
- «Володя Ульянов на екзамені» (1964);
- «Вид на Чернівці» (1966, пастель);
- «Портрет відмінника бойової та політичної підготовки А. І. Насомцева» (1967).

Брав участь у всеукраїнських виставках з 1929 року. У 1954 році в Москві взяв участь у виставці образотворчого мистецтва Української РСР, присвяченій 300-річчю возз'єднання України і Росії. Персональні виставки відбулися у Чернівцях у 1965 та 1984 роках.